# Let There Be Love (canção de Bee Gees)
"Let There Be Love" é uma canção composta por Barry, Robin e Maurice Gibb dos Bee Gees em 1968, e lançada pelo próprio grupo abrindo o álbum Idea de 1968. Em 1970, com a separação do grupo, foi editada, nos países do Benelux, como single, tendo como lado B a faixa "Really and Sincerely" —- do álbum Horizontal —- e alcançando o 16º lugar na parada de singles dos Países Baixos.

## Versões oficiais
- Mono Version — 3:28: Lançada no single e nas versões monaurais do álbum Idea. Também presente no relançamento da caixa The Studio Albums, em 2006.
- Stereo — 3:32: Lançada nas versões estereofônicas do álbum, tanto em LP, como posteriormente em CD.
- Alternate Mix — 3:34: Em mono, ficou inédita até o relançamento do álbum Idea na caixa The Studio Albums, em 2006. Apresenta um estado prematuro da faixa, com um vocal diferente de Barry Gibb e diferenças instrumentais.

## Faixas
Todas as faixas escritas e compostas por B., R. & M. Gibb. 
| 7" (Polydor 2058 003) () |                                                   |         |  |
| N.º                      | Título                                            | Duração |  |
| 1.                       | "Let There Be Love (mono)"                        | 3:28    |  |
| 2.                       | "Really and Sincerely (mono reduzido do estéreo)" | 3:29    |  |
| Duração total:           | Duração total:                                    | 6:57    |  |

## Posições nas paradas
| Parada               | Posição |
| -------------------- | ------- |
| Países Baixos (NVPI) | 14      |